# Phacelia corymbosa
Phacelia corymbosa är en strävbladig växtart som beskrevs av Jepson. Phacelia corymbosa ingår i Faceliasläktet som ingår i familjen strävbladiga växter. Inga underarter finns listade i Catalogue of Life.